# Zakia Mrisho Mohammed
Zakia Mrisho Mohamed (Singida, 19 februari 1984) is een atleet uit Tanzania.
In 2006 nam Mohammed deel aan de Gemenebestspelen op het onderdeel 5000 meter.
Op de Olympische Zomerspelen van Beijing in 2008 nam Mohammed voor Tanzania deel aan de 5000 meter. 
Op de Olympische Zomerspelen van Londen in 2012 liep ze ook de 5000 meter. 
Beide keren liep ze onder de naam Zakia Mrisho en bleef ze steken in de kwalificatieronde en haalde ze de finale niet.

## Persoonlijke records
Outdoor
| Onderdeel      | Prestatie | Plaats                            | Datum      |
| -------------- | --------- | --------------------------------- | ---------- |
| 800 m          | 2:09.03   | Trento (ITA)                      | 29.08.2009 |
| 1500 m         | 4:10.47   | Cuxhaven (GER)                    | 09.07.2005 |
| 3000 m         | 8:39.91   | Zürich (SUI)                      | 19.08.2005 |
| 5000 m         | 14:43.87  | Olympisch Stadion, Helsinki (FIN) | 13.08.2005 |
| 10.000 m       | 32:20.47  | Meteorstadion, Zjoekovski (RUS)   | 26.06.2010 |
| 5 km (weg)     | 15:41     | Praag (CZE)                       | 11.09.2010 |
| 10 km (weg)    | 32:30     | La Courneuve (FRA)                | 23.03.2003 |
| Halve marathon | 1:11:24   | Merano (ITA)                      | 25.04.2010 |

Indoor
| Onderdeel | Prestatie | Plaats                                  | Datum      |
| --------- | --------- | --------------------------------------- | ---------- |
| 1500 m    | 4:19.44   | Peania (GRE)                            | 22.02.2004 |
| Mile      | 4:30.01   | Gent (BEL)                              | 08.02.2009 |
| 2000 m    | 5:59.90   | Parijs (FRA)                            | 13.02.2009 |
| 3000 m    | 8:51.96   | National Indoor Arena, Birmingham (GBR) | 21.02.2009 |
| 2 Miles   | 9:32.75   | Praag (CZE)                             | 26.02.2009 |
| 5000 m    | 15:40.00  | Schleyer Halle, Stuttgart (GER)         | 31.01.2004 |

bijgewerkt oktober 2021
- World Athletics: 14302619